# Episodi di Flikken - Coppia in giallo (nona stagione)
La nona stagione della serie televisiva Flikken - Coppia in giallo (Flikken Maastricht) è andata in onda nei Paesi Bassi dal 5 settembre 2014 su AVROTROS.
In Italia è trasmessa dal 12 ottobre 2015 su Rete4 alle ore 15:30 dal lunedì al giovedì.
| nº | Titolo originale | Titolo italiano       | Prima TV Paesi Bassi | Prima TV Italia |
| -- | ---------------- | --------------------- | -------------------- | --------------- |
| 1  | Verdacht         | Sospettato            | 5 settembre 2014     | 12 ottobre 2015 |
| 2  | De Trappen       | La scalinata          | 12 settembre 2014    | 13 ottobre 2015 |
| 3  | Truckstop        | Il parcheggio dei TIR | 19 settembre 2014    | 14 ottobre 2015 |
| 4  | Paardenkracht    | Omicidio al maneggio  | 26 settembre 2014    | 15 ottobre 2015 |
| 5  | Wraak            | Vendetta              | 3 ottobre 2014       | 19 ottobre 2015 |
| 6  | Gevoel           | Empatia               | 10 ottobre 2014      | 20 ottobre 2015 |
| 7  | Stockholm        | Sindrome di Stoccolma | 17 ottobre 2014      | 21 ottobre 2015 |
| 8  | Bedrog           | Frode mortale         | 24 ottobre 2014      | 22 ottobre 2015 |
| 9  | DNA              | DNA                   | 31 ottobre 2014      | 26 ottobre 2015 |
| 10 | Exit             | La setta              | 7 novembre 2014      | 27 ottobre 2015 |
| 11 | Strizzacervelli  | Strizzacervelli       | 14 novembre 2014     | 28 ottobre 2015 |